# 로쿠스 전투
로쿠스 전투 혹은 로쿠 전투는 1746년 10월 11일 오스트리아 왕위 계승 전쟁 기간 중 벨기에 리에주 외곽에서 오스트리아, 영국, 하노버, 네덜란드 연합군을 프랑스군이 이긴 전투를 말한다.

## 사전 준비
프랑스군 지휘관은 삭스 원수(Marshall Saxe)였고, 국본 연합(Pragmatic Allies)군은 로트링겐의 카를 공(Prince Charles of Lorraine)의 오스트리아와 브리튼 장군 존 리고니어경이 지휘했다. 삭스는 네덜란드를 침공해 플랑드르(Flanders)를 점령한 뒤 연합군을 위협하여 전역을 끝마치려고 했다. 연합군은 리에주에 있던 네덜란드군 지휘관 발테크의 왼쪽, 즉 리에주와 로쿠스(Rocoux) 사이에 위치를 정했다. 브리튼과 하노버는 중앙에 위치하고, 오스트리아는 자르(Jaar)강 거의 오른쪽에 위치했다.

## 전투

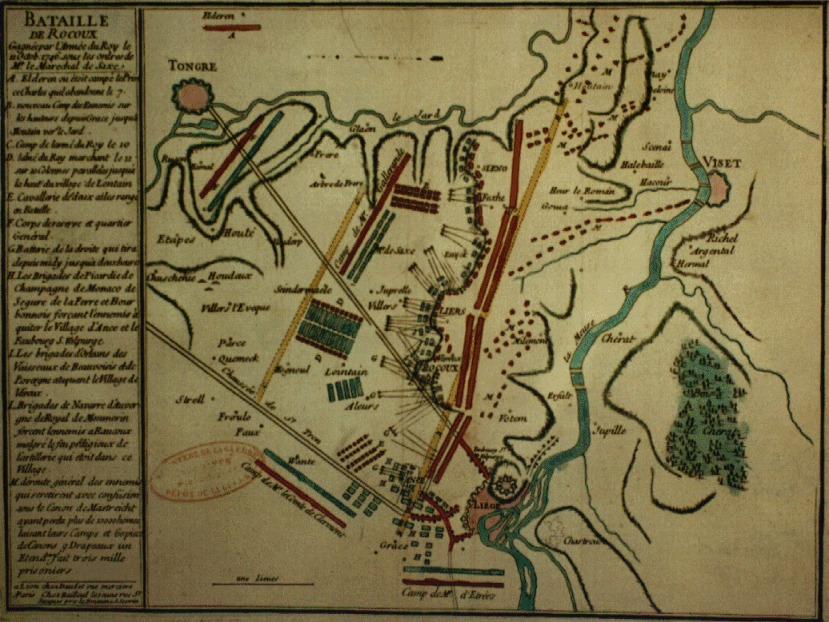
로쿠스 전투 지도

리에주와 로쿠스 사이 연합군 전선 좌측에 있던 네덜란드군 일부에 프랑스군의 주요 공격이 집중되었고, 네덜란드군은 3번에 걸친 급습을 힘겹게 물리쳤다. 일방적으로 진행되는 프랑스군의 공격에 연합군 전선이 무너지기 시작했다. 연합군 우익에 있던 오스트리아군은 지원 약속과 프랑스군이 진격하면서 드러난 프랑스군 좌측면을 급습할 기회를 시도하지 않았다. 리고니어의 기병대와 몇몇 브리튼 보병대 대열의 후방 근위대의 도움을 바라지 않고, 프랑스의 군대에게 물러났다. 이로써 프랑스군은 승리하고, 곧 리에주는 함락되어 네덜란드를 지배하던 오스트리아의 영향력은 쇠퇴했다.

## 영향
프랑스의 승리로 곧 리에주는 함락되었고, 이로써 네덜란드를 지배하던 오스트리아의 영향력을 배제했다.

## 참조
- Browning, Reed.The War of the Austrian Succession, St. Martin's Press, New York, (1993): ISBN 0-312-12561-5
- Chandler, David. The Art of Warfare in the Age of Marlborough. Spellmount Limited, (1990): ISBN 0-946771-42-1
- Skrine, Francis Henry. Fontenoy and Great Britain's Share in the War of the Austrian Succession 1741-48. London, Edinburgh, 1906.